# کوارنیا
کوارنیا (به ایتالیایی: Quaregna) یک کومونه در ایتالیا است که در استان بیه‌لا واقع شده‌است.

## خصوصیات
کوارنیا ۵٫۸ کیلومترمربع مساحت و ۱٬۳۲۵ نفر جمعیت دارد.